# Gastrolobium dilatatum
Gastrolobium dilatatum là một loài thực vật có hoa trong họ Đậu. Loài này được (Benth.) G. Chandler & Crisp mô tả khoa học đầu tiên năm 2002.